# Clyde Beatty
Clyde Beatty (10 de junio de 1903 – 19 de julio de 1965) fue un domador, actor cinematográfico y empresario circense de nacionalidad estadounidense. Propietario de un espectáculo propio, acabó fusionándose con el Circo Cole Bros. para formar el Circo Clyde Beatty-Cole Bros.

## Biografía
Nacido en Bainbridge (condado de Ross, Ohio), siendo adolescente empezó a trabajar en el circo limpiando jaulas. Beatty se hizo famoso como domador con un número de "lucha," durante el cual entraba en una jaula con animales salvajes manejando un látigo, y con una pistola en el cinturón. El número estaba diseñado para mostrar su valentía y destreza con las fieras, entre las cuales había leones, tigres, pumas, y hienas, en ocasiones todas ellas en una única jaula en una combinación potencialmente letal. En la cima de su fama, en el número había hasta 40 leones y tigres de ambos sexos.
Se ha sugerido que Beatty fue el primer domador en utilizar una silla en su show, pero en un libro autobiográfico Beatty lo negaba.
La fama de Beatty fue tal que actuó en el cine desde la década de 1930 a la de 1950, y en la televisión hasta los años sesenta. Incluso llegó a tener una serie radiofónica propia, The Clyde Beatty Show, desde 1950 a 1952. Los programas semanales trataban sobre aventuras vagamente basadas en hechos de su vida real. Sin embargo, las historias eran sin duda más ficticias que reales, y Beatty realmente aparecía únicamente en nombre. De hecho, Vic Perrin, sin identificarse ante el público radiofónicono, interpretaba a Beatty. 
Su número de "lucha" le convirtió en paradigma del domador de leones a los ojos de más de una generación de espectadores. Sin embargo, Beatty resultó en una ocasión herido por un león llamado Nero. Como resultado del ataque, el domador hubo de permanecer ingresado en un hospital durante diez semanas. A pesar de ello, se enfrentó a Nero en una jaula en el film The Big Cage.
Una de las esposas de Beatty fue Harriett Evans, una joven bailarina, aparentemente de Rusia. Ella se había unido al circo para vender golosinas al encontrarse sin trabajo en los primeros años de la Gran Depresión, probablemente a finales de 1929. Tras dos años en el circo, había aprendido a actuar en algunos números, aunque sin dedicarse a ello de modo profesional. Ella y Beatty iniciaron una relación en 1931 y se casaron en septiembre de 1933. El matrimonio duró hasta la muerte de ella en 1950, ocurrido en Kosciusko (Misisipi), probablemente a causa de un ataque cardiaco.
Clyde Beatty falleció a causa de un cáncer en 1965, a los 62 años de edad, en Ventura (California). Fue enterrado en el Cementerio Forest Lawn Memorial Park de Hollywood Hills, Los Ángeles.

## Filmografía
- The Big Cage (1933)
- The Lost Jungle (1934, serial)
- The Lost Jungle (1934)
- Darkest Africa (1936, serial)
- Cat College  (1940)
- Jungle Woman (1944)
- Here Comes the Circus (1946, corto documental)
- Africa Screams,  también conocida como Abbott and Costello in Africa (1949)
- Perils of the Jungle (1953)
- Ring of Fear (1954)
- The Greatest Show on Earth (1952)